# 26922 Samara
A 26922 Samara (ideiglenes jelöléssel 1996 TD40) a Naprendszer kisbolygóövében található aszteroida. Eric Walter Elst fedezte fel 1996. október 8-án.